# 三茅真君

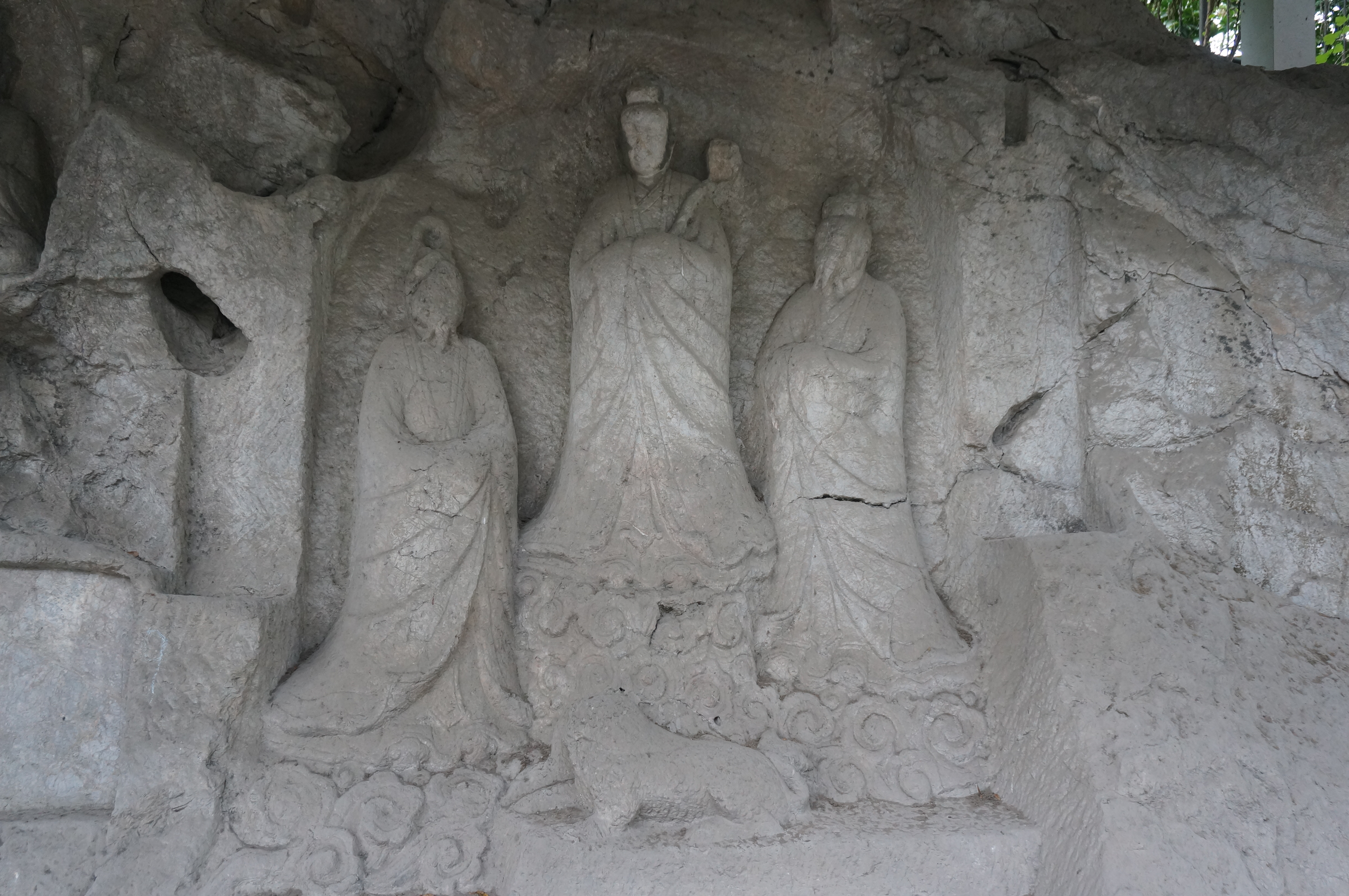
杭州南宋通玄观造像东起第二龛“掌吴越司命三茅真君像”。

三茅真君乃道教三位仙人，相傳是咸陽人茅盈、茅固、茅衷三兄弟，在漢朝得道，居於江南的茅山。
早期記錄是源自東晉道士楊羲所撰的《太元眞人東鄉司命茅君內傳》。
南朝上清派陶弘景崇奉三茅君，列名《真靈位業圖》。宋代時，茅盈被天子敕封為「司命真應真君」，茅固被封為「定祿妙應真君」，茅衷被封為「保命神應真君」，總稱三茅真君。
三茅真君被後代的茅山派視為祖師，在臺灣，多半奉祀於道觀。